# EMD SD80ACe
A EMD SD80ACe é uma locomotiva diesel-elétrica produzida pela Electro-Motive Diesel (Atual Progress Rail). No Brasil, a locomotiva foi adquirida pela Vale para operar na Estrada De Ferro Carajás. Tem 5 300 cavalos de potência, com motores de tração tipo AC (Corrente Alternada), e possui um motor do modelo EMD 20-710G3C-ES.
A locomotiva foi fabricada para a bitola de 1600mm (Bitola Larga), sendo esta a bitola da Estrada De Ferro Carajás.

## História
A SD80ACe é uma versão atualizada da locomotiva SD80MAC, que não fez sucesso e só teve 30 unidades produzidas, sendo a Norfolk Southern Railway e a CSX Transportation suas únicas operadoras nos Estados Unidos. Porém, o modelo SD80ACe foi destinado apenas à exportação, tendo somente 7 unidades fabricadas exclusivamente para o Brasil. 
Ela é bastante similar a sua antecessora SD70ACe, que também roda no Brasil.